# Acanthodoras spinosissimus
Acanthodoras spinosissimus (акантодорас найколючіший) — вид риб з роду Acanthodoras родини Бронякові ряду сомоподібні. Інші назви «балакучий сом», «зірчастий акантодорас».

## Опис
Досягає 13,7 см завдовжки. Спостерігається статевий диморфізм: самиця більша за самця. Голова велика. Рот розташовано на кінці морди. Є 3 пари вусів. Тулуб дещо витягнуте, широке та сплощене, від спинного плавця звужується до хвостового плавця. Тверді кісткові пластинки закривають більш половини боку, окрім верху й низу хвостового стебла. Перший промінь спинного та грудних плавців являє міцний загострений шип. Ці шипи доволі отруйні. Спинний плавець великий, з короткою основою, має зубці. Жировий плавець невеличкий. Хвостовий плавець має округлу форму.
Самець яскравіший за самицю. Забарвлення кавове-коричневе з темно-коричневими плямами. Уздовж тіла проходять світлі смужки: від ока до початку хвостового плавця; уздовж спини. Спинний, жировий, хвостовий та черевні плавці є темно-коричневими з 2-3 білими поперечними смугами. Між спинним та хвостовим плавцями присутні світлі плямочки. Нижня частина голови й черево — світло-коричневого забарвлення з жовтими нерівними лініями та світлими крапочками в області анального плавця. У самців вуса коричневі, самиць — світло-жовті.

## Спосіб життя
Є демерсальною рибою. Зустрічається в річках повільною течією або стоячою водою з рясною рослинністю, затонах, прісноводних болотах і прибережних мангрових лісах. Вдень ховається серед корчів та печерках. Коливанням плавцям, тертям кісток та скорочення плавального міхура видає гучні звуки на кшталт квакання. Здатен утворювати великі скупчення. Активний у присмерку та вночі. Під час полювання риється у піску. Живиться личинками комах, дрібними ракоподібними, водоростями.
Статева зрілість у самців настає у віці 3 роки, самиць — 1,5 роки. Допомагає рибам відшукувати собі партнера, а також попереджають про небезпеку. Самець та самиця викопують невеличку ямку, куди самиця відкладає до 1000 ікринок. Самець піклується про кладку. Інкубаційний період триває 24-48 годин. Плавати і харчуватися мальки починають на 4-6 добу.
Використовують задля виробництва отруйних речовин молочного кольору.
Тривалість життя становить 10 років.

## Розповсюдження
Мешкає в басейнах річок Амазонка та Ессекібо — в межах Гаяни, північно-західної Бразилії, Колумбії та Перу.

## Тримання в акваріумі
Для утримання акантодораса зірчастого необхідний акваріум об'ємом від 100 л із заростями живих рослин і різними укриттями. Віддає перевагу приглушеному освітленню і товстому шару ґрунту. У ньому він охоче риється у пошуках їжі. Параметри води для утримання акантодораса зірчастого: жорсткість 2-20°, pH 6,0-7,0, температура 20 — 26 °C. Необхідні фільтрація, аерація і щотижнева підміна до 30 % об'єму води. Акантодорас зірчастий в їжу вживає сухий, живий і рослинний корм (20-30 % — водорості, ошпарені салат, шпинат, капусту).
Для нересту акантодораса зірчастого потрібен акваріум з приглушеним освітленням, довжиною від 60 см і різними укриттями. На дно встановлюють сепараторну сітку. На неї укладають синтетичні волокна (можна використовувати грубе мочало). Воду необхідно використовувати стару з додаванням свіжої. Параметри: жорсткість до 10°, рн 6.0—7.0, температура 26—28 °C.